# Trévignin
Trévignin är en kommun i departementet Savoie i regionen Auvergne-Rhône-Alpes i sydöstra Frankrike. Kommunen ligger i kantonen Aix-les-Bains-Nord-Grésy som tillhör arrondissementet Chambéry. År 2022 hade Trévignin 861 invånare.

## Befolkningsutveckling
Antalet invånare i kommunen Trévignin
| Referens: INSEE |